# Балабин, Владимир Павлович
Владимир Павлович Балабин (4 марта 1937 — 4 декабря 2006, Архангельск) — советский спортсмен (шашки), тренер, арбитр, организатор, спортивный деятель. Судья всесоюзной категории (1982). Тренер сборной СССР на чемпионате мира в Бразилии (1982). Заслуженный тренер РСФСР (1981). Многократный чемпион Архангельской области. Тренер-преподаватель Школы высшего спортивного мастерства при Комитете по физической культуре и спорту администрации Архангельской области.

## Биография
Основатель шашечной школы. В 1973 году Балабин подготовил команду пионерской дружины архангельской школы № 26, которая завоевала «золото» Всероссийских и «серебро» Всесоюзных игр «Чудо-шашки». По его инициативе в 1975-76 годах в Архангельске открыта первая в РСФСР шахматно-шашечная ДЮСШ «Этюд» областного совета ДСО «Урожай» и детский шашечный клуб, получивший название «Баюнок». "Клуб стал центром массовой работы и пропаганды народной игры. Здесь проводились учебные занятия, соревнования школьников, турниры семейных команд и традиционный «Северный Кубок». Появились фирменные афиши, дипломы, значки. А юные этюдовцы с играющим тренером заняли ведущие позиции в ДСО «Урожай» на республиканском уровне.
Более 20 лет возглавлял Архангельскую областную федерацию шашек.
Среди его учеников: вице-чемпион мира, международный гроссмейстер, победитель Всемирной шашечной Олимпиады и Кубка мира, чемпион и обладатель Кубка РСФСР, многократный чемпион СССР и Голландии Александр Балякин, 3-кратный чемпион мира среди юношей (1995, 1996, 1996), четырёхкратный чемпион Европы среди молодёжи, второй в мире среди юниоров, победитель международных турниров в Германии, Польше и России, шестикратный победитель первенств России среди юношей Алексей Миронов, призёры первенств РСФСР и СССР мастера спорта СССР по русским шашкам Валерий Ефимчук и Виктор Филимонов.
Награждён Почётным знаком «Академик Академии шахматного и шашечного искусства» (1997).
Похоронен на Жаровихинском кладбище в Архангельске.

## Отзывы учеников
Александр Балякин: «Владимир Павлович был моим первым и единственным тренером. В Голландии, где я последнее время живу, существует деление на „trainer“ и „coach“. „Trainer“ или тренер по нашему только учит играть в шашки, „coach“ — отвечает за весь комплекс проблем от бытовых до спортивных. Я отношу Владимира Павловича к этому последнему типу наставников. Жизнь его учеников была и его жизнью.
Я уехал из Архангельска в 1986 году, но мы не потеряли контакт друг с другом. Каждый раз, приезжая в свой родной город, я звонил Владимиру Павловичу и мы встречались, чтобы поделиться тем, что произошло в наших шашечных делах за прошедший год. Меня всегда поражали энергия и энтузиазм, с которыми мой тренер говорил о шашках. Они были для него самой большой любовью в жизни.
Владимир Павлович из людей того уже уходящего от нас поколения, для которых был неприемлем цинизм наших дней».